# Амгунське сільське поселення
Амгу́нське сільське поселення (рос. Амгуньское сельское поселение) — сільське поселення у складі Солнечного району Хабаровського краю Росії.
Адміністративний центр та єдиний населений пункт — селище Амгунь.

## Населення
Населення сільського поселення становить 382 особи (2019; 461 у 2010, 516 у 2002).